# Beker van Tunesië
De Beker van Tunesië is het nationale voetbalbekertoernooi van Tunesië dat georganiseerd wordt door de Tunesische voetbalbond. Het bekertoernooi vond in de periode 1922-1955 plaats toen het land nog niet onafhankelijk was. Zoals de meeste bekercompetities wordt met het knock-outsysteem gespeeld.

## Finales
| Jaar                    | Winnaar                | Uitslag                                              | Finalist                                             |
| Voor onafhankelijkheid  | Voor onafhankelijkheid | Voor onafhankelijkheid                               | Voor onafhankelijkheid                               |
| ----------------------- | ---------------------- | ---------------------------------------------------- | ---------------------------------------------------- |
| 1923                    | Avant-Garde            | 1-0                                                  | Racing Club                                          |
| 1924                    | Racing Club            | 2-1                                                  | SC Ferryville (Ferryville)                           |
| 1925                    | Stade Gaulois          | 2-0                                                  | Racing Club                                          |
| 1926                    | SC Tunis               | 2-1                                                  | FC Bizertin                                          |
| 1927                    | Stade Gaulois          | 2-1                                                  | ?                                                    |
| 1928-1929 niet gespeeld |                        |                                                      |                                                      |
| 1930                    | US Tunisienne          | 2-1                                                  | SC Tunis                                             |
| 1931                    | US Tunisienne          | winnaar mini-toernooi met US Béja en Métlaoui Sports | winnaar mini-toernooi met US Béja en Métlaoui Sports |
| 1932                    | Racing Club            | 1-1, 5-0                                             | SC Tunis                                             |
| 1933                    | US Tunisienne          | 2-1                                                  | Stade Gaulois                                        |
| 1934                    | US Tunisienne          | 1-1, 2-1                                             | Vaillante SC (Ferryville)                            |
| 1935                    | US Tunisienne          | 3-0                                                  | SC Tunis                                             |
| 1936                    | Italia Tunis           | 1-0                                                  | Jeunesse Hamman-Lif (Hamman-Lif)                     |
| 1937                    | Stade Gaulois          | 1-0                                                  | Espérance Tunis                                      |
| 1938                    | SC Tunis               | 0-0, 2-0                                             | Racing Club                                          |
| 1939                    | Espérance Tunis        | 4-1                                                  | Étoile Sahel                                         |
| 1940-1941 niet gespeeld |                        |                                                      |                                                      |
| 1942                    | US Ferryville          | 4-1                                                  | US Béja                                              |
| 1943-1944 niet gespeeld |                        |                                                      |                                                      |
| 1945                    | Olympique Tunis        | 0-0, 1-0                                             | Espérance Tunis                                      |
| 1946                    | Patrie FC              | 3-1                                                  | Étoile Sahel                                         |
| 1947                    | CS Hammam-Lif          | 2-1                                                  | Espérance Tunis                                      |
| 1948                    | CS Hammam-Lif          | 2-0                                                  | Patrie FC                                            |
| 1949                    | CS Hammam-Lif          | 1-0                                                  | CA Bizertin                                          |
| 1950                    | CS Hammam-Lif          | 3-0                                                  | Étoile Sahel                                         |
| 1951                    | CS Hammam-Lif          | 2-0                                                  | CA Bizertin                                          |
| 1952-1953 niet gespeeld |                        |                                                      |                                                      |
| 1954                    | CS Hammam-Lif          | 1-0                                                  | Étoile Sahel                                         |
| 1955                    | CS Hammam-Lif          | 2-1                                                  | Sfax Railway Sports                                  |
| Na onafhankelijkheid    |                        |                                                      |                                                      |
| 1956                    | Stade Tunisien         | 3-1                                                  | Club Africain                                        |
| 1957                    | Espérance Tunis        | 2-1                                                  | Étoile Sahel                                         |
| 1958                    | Stade Tunisien         | 2-0                                                  | Étoile Sahel                                         |
| 1959                    | Étoile Sahel           | 2-2, 3-2                                             | Espérance Tunis                                      |
| 1960                    | Stade Tunisien         | 2-0                                                  | Étoile Sahel                                         |
| 1961                    | Avenir Muselman        | 0-0, 3-0                                             | Stade Tunisien                                       |
| 1962                    | Stade Tunisien         | 1-1, 1-0                                             | Stade Sousse                                         |
| 1963                    | Étoile Sahel           | 0-0, 2-1                                             | Club Africain                                        |
| 1964                    | Espérance Tunis        | 1-0                                                  | CS Hammam-Lif                                        |
| 1965                    | Club Africain          | 0-0, 2-1                                             | AS Marsa                                             |
| 1966                    | Stade Tunisien         | 1-0                                                  | AS Marsa                                             |
| 1967                    | Club Africain          | 2-0                                                  | Étoile Sahel                                         |
| 1968                    | Club Africain          | 3-2                                                  | Sfax Railway Sports                                  |
| 1969                    | Club Africain          | 2-0                                                  | Espérance Tunis                                      |
| 1970                    | Club Africain          | 0-0, 0-0 ns (5-3)                                    | AS Marsa                                             |
| 1971                    | CS Sfaxien             | 1-0                                                  | Espérance Tunis                                      |
| 1972                    | Club Africain          | 1-0 nv                                               | Stade Tunisien                                       |
| 1973                    | Club Africain          | 1-0                                                  | AS Marsa                                             |

| Jaar                                                           | Winnaar         | Uitslag           | Finalist            |
| -------------------------------------------------------------- | --------------- | ----------------- | ------------------- |
| 1974                                                           | Étoile Sahel    | 1-0               | Club Africain       |
| 1975                                                           | Étoile Sahel    | 1-1, 3-0          | EM Mahdia           |
| 1976                                                           | Club Africain   | 1-1, 0-0 ns (3-1) | Espérance Tunis     |
| 1977                                                           | AS Marsa        | 3-0               | CS Sfaxien          |
| 1978 toernooi niet voltooid i.v.m. deelname Tunesië aan het WK |                 |                   |                     |
| 1979                                                           | Espérance Tunis | 0-0, 3-2          | Sfax Railway Sports |
| 1980                                                           | Espérance Tunis | 2-0               | Club Africain       |
| 1981                                                           | Étoile Sahel    | 3-1               | Stade Tunisien      |
| 1982                                                           | CA Bizertin     | 1-0               | Club Africain       |
| 1983                                                           | Étoile Sahel    | 3-1               | AS Marsa            |
| 1984                                                           | AS Marsa        | 0-0 ns (5-4)      | CS Sfaxien          |
| 1985                                                           | CS Hammam-Lif   | 0-0 ns (3-2)      | Club Africain       |
| 1986                                                           | Espérance Tunis | 0-0 ns (4-1)      | Club Africain       |
| 1987                                                           | CA Bizertin     | 1-0               | AS Marsa            |
| 1988                                                           | COT Tunis       | 1-1 ns (5-4)      | Club Africain       |
| 1989                                                           | Espérance Tunis | 2-0               | Club Africain       |
| 1990                                                           | AS Marsa        | 3-2               | Stade Tunisien      |
| 1991                                                           | Espérance Tunis | 2-1               | Étoile Sahel        |
| 1992                                                           | Club Africain   | 2-1               | Stade Tunisien      |
| 1993                                                           | Olympique Béja  | 0-0 ns (3-1)      | AS Marsa            |
| 1994                                                           | AS Marsa        | 1-0               | Étoile Sahel        |
| 1995                                                           | CS Sfaxien      | 2-1               | Olympique Béja      |
| 1996                                                           | Étoile Sahel    | 2-1               | JS Kairouan         |
| 1997                                                           | Espérance Tunis | 1-0               | CS Sfaxien          |
| 1998                                                           | Club Africain   | 1-1 ns (4-3)      | Olympique Béja      |
| 1999                                                           | Espérance Tunis | 2-1               | Club Africain       |
| 2000                                                           | Club Africain   | 0-0 ns (4-2)      | CS Sfaxien          |
| 2001                                                           | CS Hammam-Lif   | 1-0               | Étoile Sahel        |
| 2002 toernooi niet voltooid i.v.m. deelname Tunesië aan het WK |                 |                   |                     |
| 2003                                                           | Stade Tunisien  | 1-0               | Club Africain       |
| 2004                                                           | CS Sfaxien      | 2-0 nv            | Espérance Tunis     |
| 2005                                                           | ES Zarzis       | 2-0               | Espérance Tunis     |
| 2006                                                           | Espérance Tunis | 2-2 ns (5-4)      | Club Africain       |
| 2007                                                           | Espérance Tunis | 2-1               | CA Bizertin         |
| 2008                                                           | Espérance Tunis | 2-1               | Étoile Sahel        |
| 2009                                                           | CS Sfaxien      | 1-0               | US Monastir         |
| 2010                                                           | Olympique Béja  | 1-0               | CS Sfaxien          |
| 2011                                                           | Espérance Tunis | 1-0               | Étoile Sahel        |
| 2012                                                           | Étoile Sahel    | 1-0               | CS Sfaxien          |
| 2013                                                           | CA Bizertin     | 2-1               | AS Marsa            |
| 2014                                                           | Étoile Sahel    | 1-0               | CS Sfaxien          |
| 2015                                                           | Étoile Sahel    | 4-3               | Stade Gabésien      |
| 2016                                                           | Espérance Tunis | 2-0               | Club Africain       |
| 2017                                                           | Club Africain   | 1-0               | US Ben Guerdane     |
| 2018                                                           | Club Africain   | 4-1               | Étoile Sahel        |
| 2019                                                           | CS Sfaxien      | 0-0 ns (5-4)      | Étoile Sahel        |
| 2020                                                           | US Monastir     | 2-0               | Espérance Tunis     |
| 2021                                                           | CS Sfaxien      | 0-0 ns (5-4)      | Club Africain       |
| 2022                                                           | CS Sfaxien      | 2-0               | AS Marsa            |
| 2023                                                           | Olympique Béja  | 1-0               | Espérance Tunis     |
| 2024                                                           | Stade Tunisien  | 2-0               | CA Bizertin         |

## Bekerwinnaars
| Club                          | Titels | Gewonnen seizoenen                                                                       |
| ----------------------------- | ------ | ---------------------------------------------------------------------------------------- |
| Espérance Sportive de Tunis   | 15     | 1939, 1957, 1964, 1979, 1980, 1986, 1989, 1991, 1997, 1999, 2006, 2007, 2008, 2011, 2016 |
| Club Africain                 | 13     | 1965, 1967, 1968, 1969, 1970, 1972, 1973, 1976, 1992, 1998, 2000, 2017, 2018             |
| Étoile Sportive du Sahel      | 10     | 1959, 1963, 1974, 1975, 1981, 1983, 1996, 2012, 2014, 2015                               |
| Club Sportif Hammam-Lif       | 9      | 1947, 1948, 1949, 1950, 1951, 1954, 1955, 1985, 2001                                     |
| Club Sportif Sfaxien          | 7      | 1971, 1995, 2004, 2009, 2019, 2021, 2022                                                 |
| Stade Tunisien                | 7      | 1956, 1958, 1960, 1962, 1966, 2003, 2024                                                 |
| US Tunisienne                 | 5      | 1930, 1931, 1933, 1934, 1935                                                             |
| Avenir Sportif de La Marsa    | 5      | 1961, 1977, 1984, 1990, 1994                                                             |
| Stade Gaulois de Tunis        | 3      | 1925, 1927, 1937                                                                         |
| CA Bizertin                   | 3      | 1982, 1987, 2013                                                                         |
| Olympique Béja                | 3      | 1993, 2010, 2023                                                                         |
| Racing Club de Tunis          | 2      | 1924, 1932                                                                               |
| Sporting Club de Tunis        | 2      | 1926, 1938                                                                               |
| Avant Garde de Tunis          | 1      | 1923                                                                                     |
| Italia de Tunis               | 1      | 1936                                                                                     |
| US Ferryville                 | 1      | 1942                                                                                     |
| Olympique de Tunis            | 1      | 1945                                                                                     |
| Patrie FC Bizertin            | 1      | 1946                                                                                     |
| Club Olympique des Transports | 1      | 1988                                                                                     |
| Espérance Sportive Zarzis     | 1      | 2005                                                                                     |
| US Monastir                   | 1      | 2020                                                                                     |

Algerije ·
Angola ·
Benin ·
Botswana ·
Burkina Faso ·
Burundi ·
Centraal-Afrikaanse Republiek ·
Comoren ·
Congo-Brazzaville ·
Congo-Kinshasa ·
Djibouti ·
Egypte ·
Equatoriaal-Guinea ·
Ethiopië ·
Gabon ·
Gambia ·
Ghana ·
Guinee ·
Guinee-Bissau ·
Ivoorkust ·
Kameroen ·
Kenia ·
Lesotho ·
Liberia ·
Libië ·
Madagaskar ·
Mali ·
Marokko ·
Mauritanië ·
Mauritius ·
Mozambique ·
Namibië ·
Niger ·
Nigeria ·
Oeganda ·
Réunion ·
Rwanda ·
Sao Tomé en Principe ·
Senegal ·
Seychellen ·
Sierra Leone ·
Soedan ·
Somalië ·
Swaziland ·
Tanzania ·
Togo ·
Tsjaad ·
Tunesië ·
Zambia ·
Zimbabwe ·
Zuid-Afrika